# Krosno
Krosno (ufficialmente Królewskie Wolne Miasto Krosno, Città Reale Libera di Krosno, in tedesco Krossen, in ucraino Коро́сно?, Korosno) è una città polacca del voivodato della Precarpazia. È il capoluogo del distretto di Krosno, pur non facendone parte e dal 1975 al 1998 è stata il capoluogo del voivodato di Krosno.
È rinomata per la lavorazione di vetro e cristallo.
Krosno inoltre è gemellata con la città italiana di Gualdo Tadino.
Già parte dell'Austria-Ungheria, la città venne annessa al nuovo stato polacco al termine della prima guerra mondiale. Il nome completo della città un tempo era Królewskie Wolne Miasto Krosno (Libera Città Reale di Krosno).